# Arthur Dudley Dobson

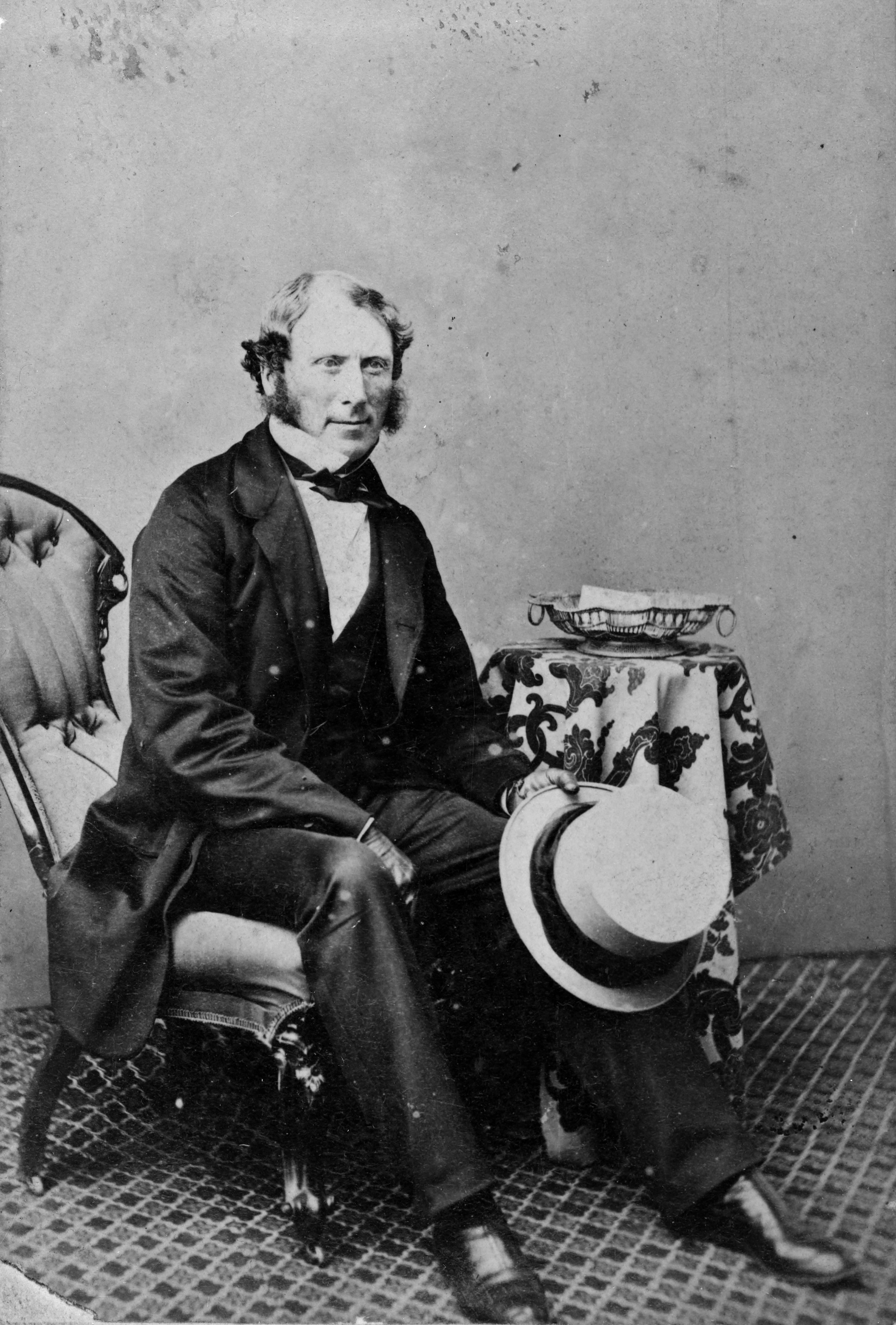
Arthurs Vater Edward Dobson um 1866

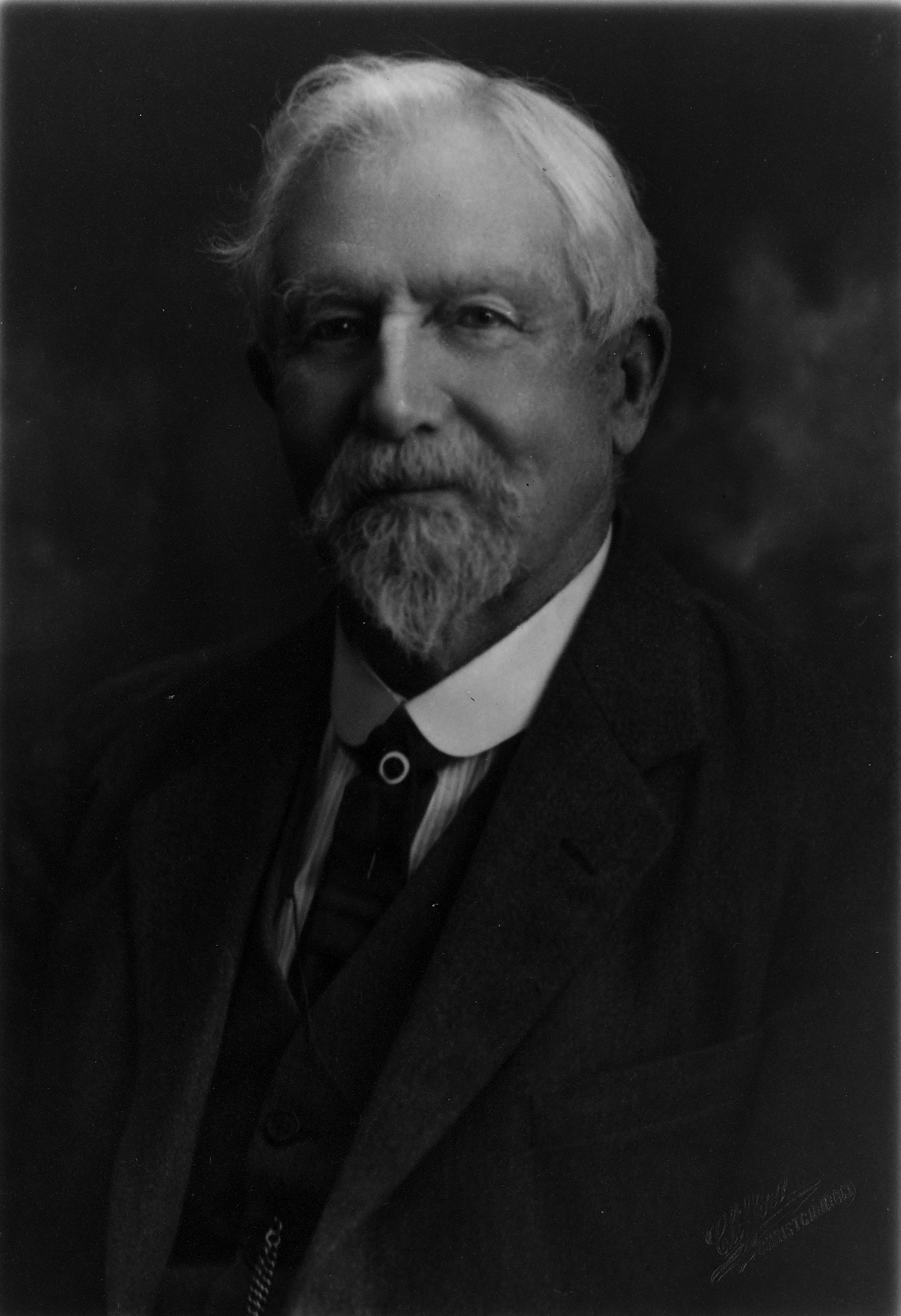
Arthur Dobson um 1932

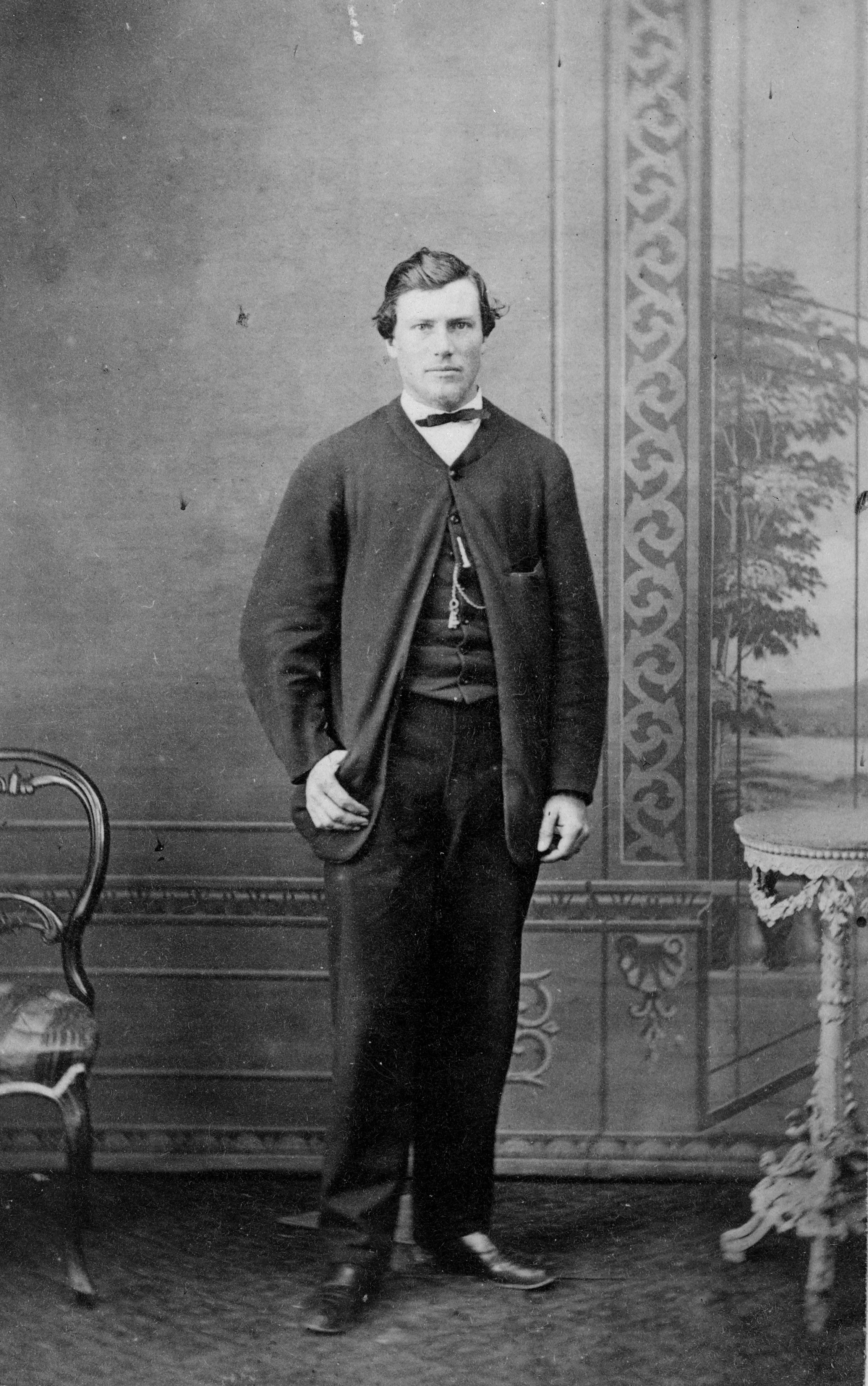
Arthur Dobson 1864

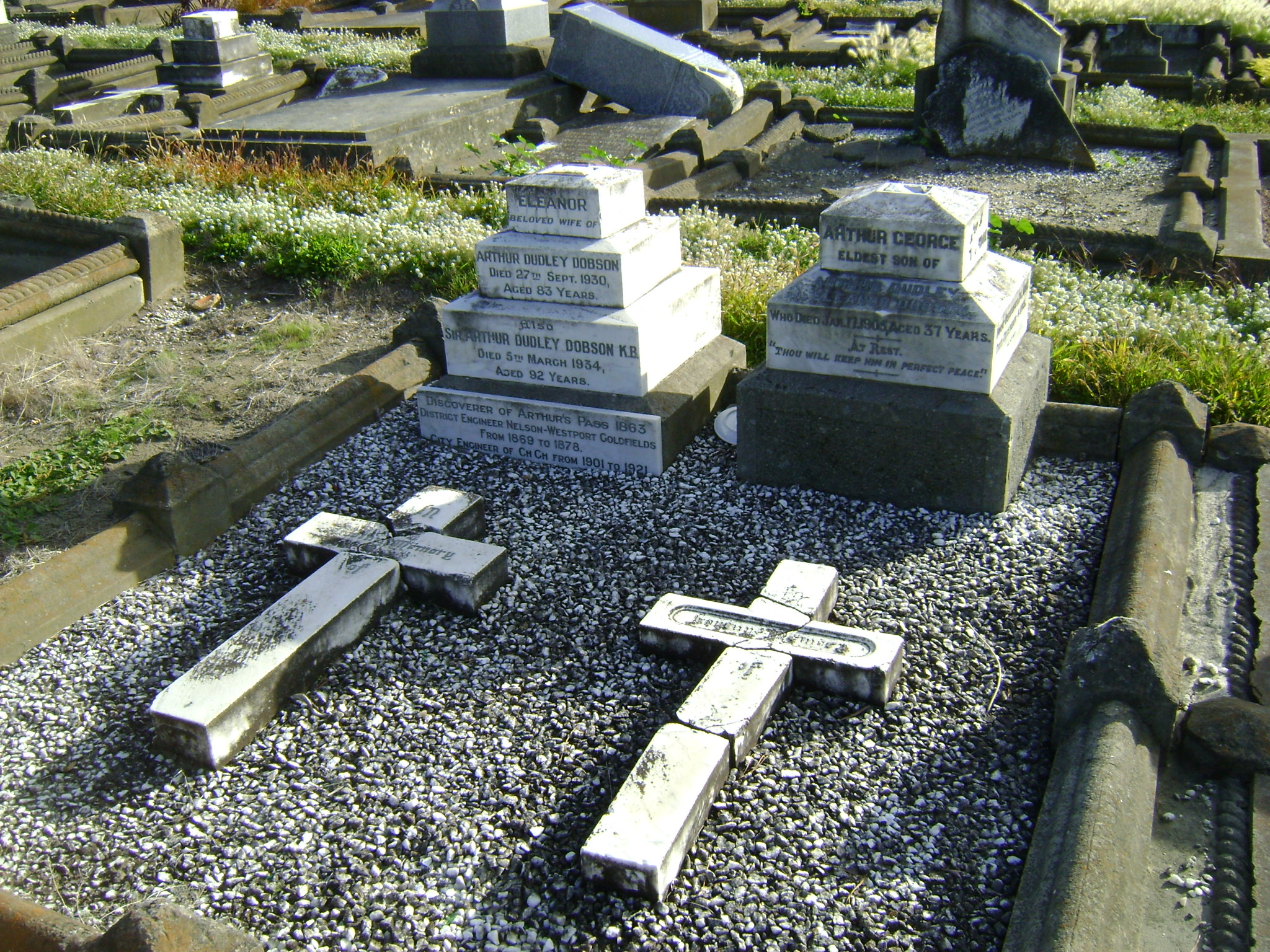
Grab von Arthur Dudley Dobson und anderen Familienmitgliedern

Arthur Dudley Dobson (* 9. September 1841 in Islington; † 5. März 1934 in Christchurch) war ein neuseeländischer Vermesser, Ingenieur und Entdecker. Er ist besonders für die erste europäische Überquerung des später nach ihm benannten Arthur’s Pass über die Südalpen bekannt.

## Frühes Leben
Dobson wurde 1841 in Islington als Sohn von Edward Dobson (1816–1908) und Mary Ann, geborene Lough, geboren. Sein Vater war Vermesser und Eisenbahningenieur, was sein späteres Leben beeinflussen sollte. Seine Schulbildung erhielt er in Nottingham.
Als der Eisenbahnboom in England nachließ, beschloss sein Vater nach Neuseeland zu emigrieren. Er kaufte Land von der Canterbury Association und erreichte mit der Cressy, einem der First Four Ships am 27. Dezember 1850 Lyttelton. Seine zwei ältesten Söhne George (1840–1866) und Arthur begleiteten ihn.
Sein Vater fand das Leben in der neuen Kolonie mit zwei Kindern schwierig und schickte sie zu ihrem Onkel, Reverend Charles Dobson, Pfarrer von Buckland in Tasmanien. Dort blieben sie drei Jahre. Auf ihrer Rückreise landeten sie in Nelson, wo sie bei einem anderen Onkel, Alfred Dobson, unterkamen. Dieser war Vermesser in der Region Nelson und wurde bald darauf der amtlich bestellte Vermesser der Provinz Nelson.
Seine Mutter war mit der Fatima am 27. Dezember 1851, genau ein Jahr nach Arthur, in Lyttelton angekommen. Sie wurde von ihren anderen Kindern Mary Ann (1844–1913), Caroline (1845–1932), Edward Henry (1847–1934) und Maria Eliza (* 1848) begleitet. Weitere Geschwister wurden in Neuseeland geboren: Robert (1852–1893), Emily Frances (1857–1943), Herbert Alex (1860–1948) und Collet Barker (1861–1926).
Arthur wurde von Reverend G. Cotterill in Lyttelton unterrichtet.
Nachdem sein Vater 1854 zum Provinzingenieur der Provinz Canterbury ernannt worden war, erlaubte es die bessere finanzielle Situation, die Söhne auf das Christ’s College, damals die beste Schule in Christchurch, zu schicken. Nach Abschluss der Schulbildung begann er bei seinem Vater das Vermessungshandwerk zu lernen.

## Berufsleben
Ein früher Auftrag für Vater und Sohn war die Messung der Dicke des Schlammes im Lyttelton Harbour. Danach erkundeten sie den Hauptabfluss der Rangiora, wodurch 81 km² Sumpfland erschlossen werden konnten.
Arthur Dobson verbrachte mehrere Monate mit Vermessungsarbeiten in North Canterbury, wobei er den Lake Sumner und den Hurunui River erreichte. Seit Dezember 1860 verbrachte er zwei Jahre mit dem aus Deutschland eingewanderten Geologen Julius von Haast. Haast war im Februar 1861 zum Provinzgeologen ernannt worden und führte einen großent Teil seiner geologischen Tätigkeit zusammen mit Dobson aus. Beide erkundeten und vermaßen den Kowai River, erforschten die Südalpen und ihre Gletscher. Sie erstiegen den Mount Torlesse, am Aoraki/Mount Cook scheiterten sie.
Sein Vater leitete den Bau der Ferrymead Railway zwischen dem Kai in Ferrymead und Christchurch. Sie wurde am 1. Dezember 1863 eröffnet. Sie war die erste öffentliche Eisenbahn Neuseelands. Die erste Telegrafenstrecke Neuseelands wurde entlang der Bahnlinie errichtet und am 1. Juli 1862 in Betrieb genommen. Die New Zealand Post widmete dem 100. Jahrestag zwei Briefmarken.
Das bedeutendste Projekt seines Vaters war jedoch die Oberaufsicht über den Bau des Lyttelton Rail Tunnel, der als Baudenkmal der Kategorie 1 beim New Zealand Historic Places Trust registriert ist. Arthur Dobson erstellte viele der Schnittzeichnungen des Bauwerks.
1863 ging Arthur für sieben Monate für Vermessungsarbeiten an die weitgehend unerkundete West Coast der Südinsel. Sein Arbeitsgebiet erstreckte sich vom Grey River bis Abut Head, ins Inland bis zum Hauptkamm der Südalpen. Sein Bruder Edward bahnte in dieser Zeit einen Weg über den Harper Pass. Arthur Dobson kehrte nach Christchurch zurück und erstattete dem leitenden Vermesser, Thomas Cass Bericht.
Cass beauftragte Arthur Dobson 1864 herauszufinden, ob es einen Pass von der Wasserscheide des Waimakariri zur Westküste gäbe. George and Arthur Dobson brachen im März 1864 auf, Edward kam bei Craigieburn hinzu. Während George dort mögliche Straßentrassen vermaß, setzten Edward und Arthur ihre Reise ins Hochland fort. Aufgrund von Hinweisen des an der Westküste ansässigen Māori-Häuptlings Tarapuhi fanden sie einen Pass, der steil zum heutigen Otira abfiel. Diese Strecke wurde schon lange von den Einheimischen als Handelsweg für Pounamu (Jade) genutzt. Arthur bereitete einen Bericht mit der Skizze des namenlosen Passes vor und überreichte ihn Cass.
Bald danach kam es zum West-Coast-Goldrausch. Edward Dobson sollte jeden möglichen Übergang von den Wasserscheiden des Waimakariri, Taramakau und Hurunui River zur Westküste untersuchen. Er kam zum Schluss, dass „Arthur’s pass“ der bei weitem beste Zugang zu den Goldfeldern sei. Die Provinzregierung entschied sich zum Bau einer Straße über die 251 km zwischen Christchurch und Hokitika. Edward Dobson wurde Leiter des Projektes. Die Straße wurde am 20. März 1866 eröffnet. Der Pass wurde als Arthur’s Pass bekannt, in der Nähe entwickelte sich das gleichnamige Dorf, später wurde auch der Nationalpark nach ihm benannt.
Am 1. Oktober 1866 wurde Arthur Dobson zum stellvertretenden Provinzingenieur der Provinz Nelson ernannt. Bald darauf heiratete er. 1867 erkundete er die Distrikte Motueka und Karamea und vermaß einen Pfad über die Gebirgskette des Mount Arthur. Im April 1869 wurde er Distriktingenieur für die Goldfelder der Region West Coast, die auf dem Gebiet der Provinz Nelson lagen. Sein Amtssitz befand sich in Westport. Im Mai 1871 wurde er zum Provinzingenieur befördert und im Dezember des gleichen Jahres wurde er oberster Vermesser. Obwohl weiter bei der Provinz Nelson angestellt, wurde ihm von der Regierung im Oktober 1872 die Verantwortung über den Eisenbahnbau in Westport übertragen.
Er legte seine Ämter in Nelson 1875 wegen eines Regierungswechsels in der Provinzregierung nieder. Er wurde dann von der Zentralregierung als Distriktingenieur für Nelson ernannt. In dieser Funktion war er auch für den Eisenbahnbau zuständig. Er kartierte mit James Hector die Kohlefelder von Westport.
1884 ging er nach London, traf sich mit Botanikern und Geologen, besuchte Konzerte und Galerien und nahm Flötenunterricht. Als er 1885 nach Neuseeland zurückkehrte, änderte die damals herrschende Wirtschaftskrise seine Lebensumstände. Er arbeitete bis 1889 im australischen Victoria. Dann kehrte er nach Neuseeland zurück, um das Unternehmen seines Vaters zu übernehmen.
Dobson war von 1901 bis 1921 Ingenieur von Christchurch City. Er wurde 1931 zum Ritter geschlagen.

## Familie

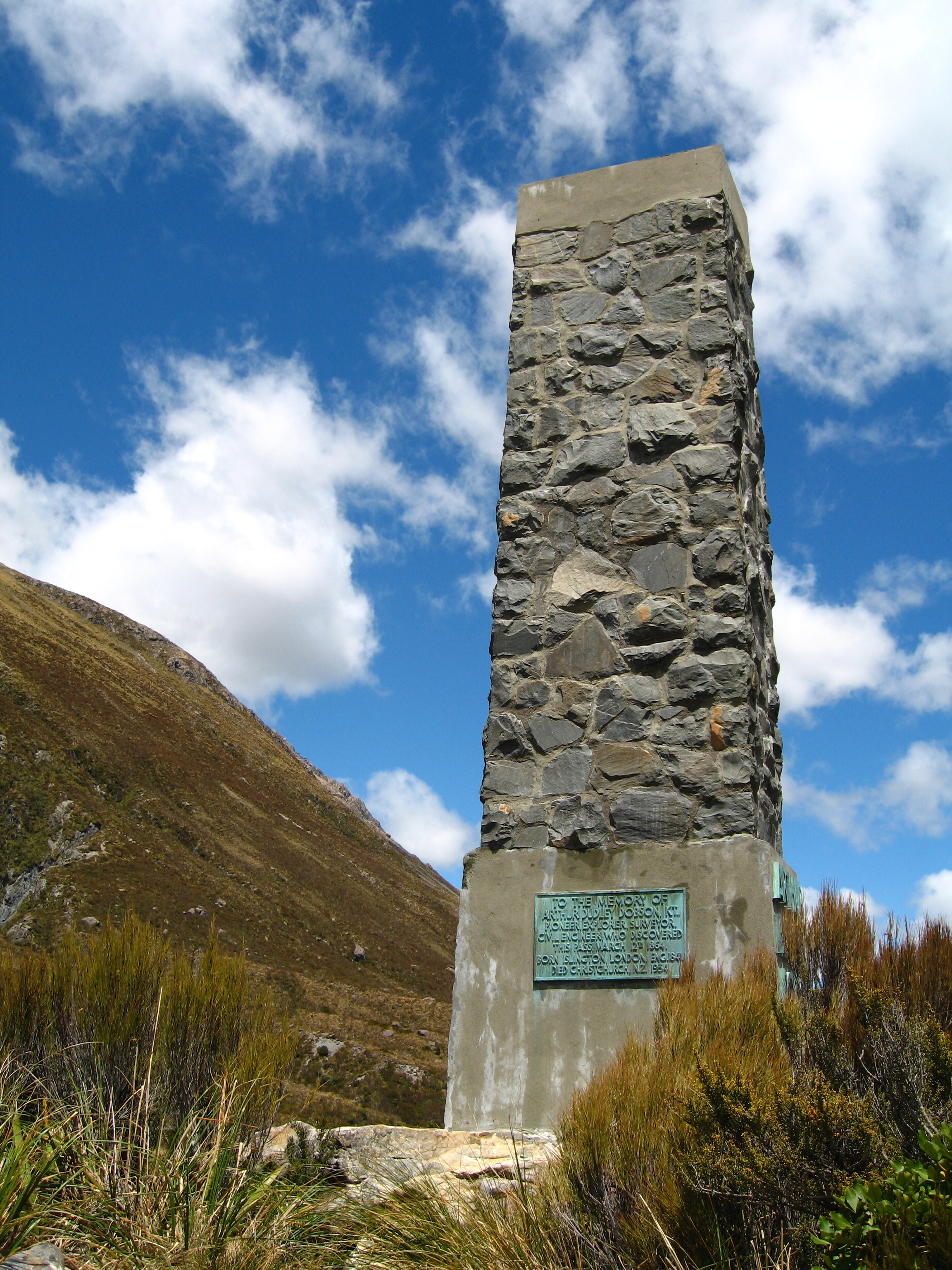
Gedenksäule am Arthur’s Pass

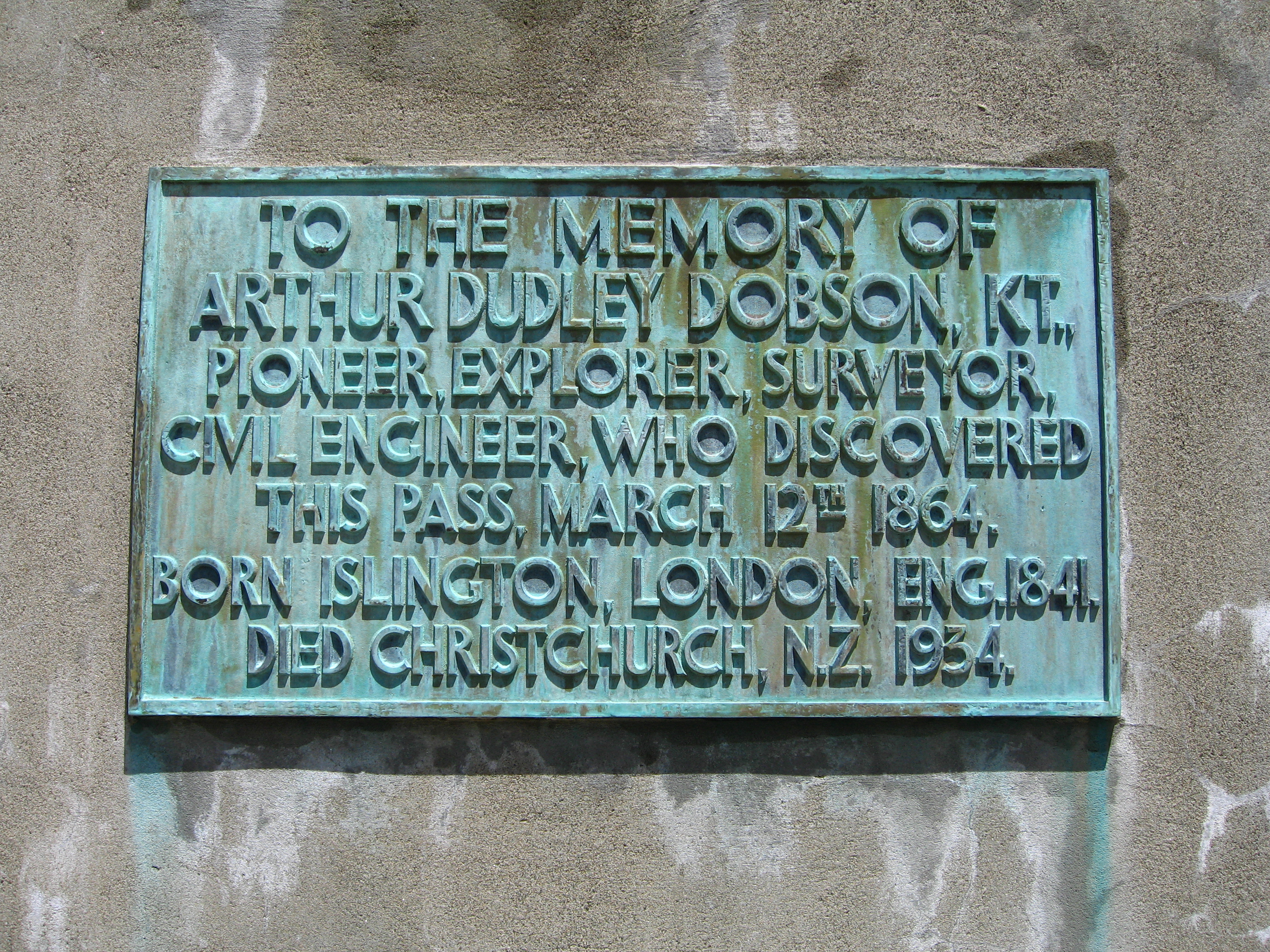
Gedenktafel am Arthur’s Pass

Dobson heiratete Eleanor, die Tochter des Angestellten des Vermessungsteams des Nelson Provincial Council, Henry Lewis. Die Hochzeit fand am 20. November 1866 in Nelson statt. Sie hatten vier Kinder.
Julius von Haast wurde am 25. Juni 1863 Dobsons Schwager, er heiratete in der St. Mary’s Church in Heathcote Valley seine Schwester Mary. Das Paar hatte vier Söhne und eine Tochter.
Arthurs erster Sohn, Arthur George Dobson, war Ingenieur des Selwyn County und starb am 17. Januar 1905 nach einem Sturz vom Wagen. Er wurde zwei Tage später auf dem Linwood Cemetery in Christchurch begraben.
Seine Frau starb am 27. September 1930 im Alter von 83 Jahren.
Sein zweiter Sohn, Ernest Henry Dobson, starb am 16. Oktober 1931 und wurde am Folgetag auf dem Linwood Cemetery beerdigt, jedoch in einem anderen Teil des Friedhofs. Auf seinem Grabstein befindet sich die Inschrift:

„In loving memory of Ernest Henry beloved husband of Elizabeth Mary DOBSON and second son of Sir Arthur Dudley and the late Eleanor DOBSON Died 16th October 1931 aged 62 years At rest“

## Tod und Gedenken
Arthur Dobson starb am 5. März 1934 in Christchurch an einem Herzstillstand. Er wurde am folgenden Tag auf dem Linwood Cemetery auf derselben Grabstelle wie sein erster Sohn und seine Frau begraben. Auf seinem Grabstein befindet sich folgende Inschrift:

„Sir Arthur Dudley Dobson K.B. d 5 March 1934 aged 92. Discoverer of Arthur’s Pass, 1863. District Engineer, Nelson-Westport goldfield 1878. City Engineer of Christchurch from 1901 to 1921.“

Der Arthur’s Pass über die Südalpen wurde von seinem Vater nach ihm benannt. Am Pass befindet sich eine aus Bruchstein gemauerte Gedenksäule mit einer Gedenktafel. Das gleichnamige Dorf und der umliegende Nationalpark leiten vom Pass ihren Namen ab.
Die Dobson Street in Spreydon ist nach ihm benannt.